# Charles Eric Maine
Charles Eric Maine (eigentlich David McIlwain; geboren am 21. Januar 1921 in Liverpool; gestorben am 30. November 1981 in London) war ein britischer Autor von Science-Fiction- und Kriminalromanen.

## Leben
McIlwains Eltern waren der Ingenieur David Mcllwain und Caroline Mcllwain, geborene Jones. Nach dem Besuch der Holt High School in Liverpool diente er von 1940 bis 1946 in der Royal Air Force. Nach dem Krieg arbeitete er als Redakteur  für verschiedene Zeitschriften und Zeitungen, seit 1951 war er Redakteur einer Fernsehzeitschrift. Als Journalist lieferte er Beiträge für The Times, Financial Times, The Guardian und für Les Échos.
Schon vor dem Krieg hatte Mcllwain in Liverpool zusammen mit Jonathan Burke das Fanzine The Satellite herausgegeben, von dem zwischen 1938 und 1940 insgesamt 15 Ausgaben erschienen. Dort publizierte er – bereits unter dem Pseudonym Charles Eric Maine – seine erste SF-Erzählung The Mirror sowie weitere sechs Kurzgeschichten. Seine erste professionelle SF-Arbeit nach dem Krieg war das Hörspiel Spaceways (1952) für die BBC. Im folgenden Jahr veröffentlichte er eine Romanfassung. Im gleichen Jahr 1953 entstand auf Grundlage des Hörspieldrehbuchs bei Hammer Films eine Verfilmung unter der Regie von Terence Fisher.
Sein Talent zur Mehrfachverwertung zeigte Maine erneut bei Time Slip, einem Drehbuch für einen Fernsehfilm der BBC von 1953. 1955 wurde es als Timeslip für das Kino verfilmt (in den USA als The Atomic Man, in Deutschland als The Atomic Man – Sieben Sekunden zu spät) und 1957 verarbeitete Maine es zu dem Roman The Isotope Man. Diesen Roman wiederum baute er zu der Serie um den Protagonisten Mike Delaney aus.
Sein Roman The Mind of Mr. Soames (1961) wurde 1970 mit Terence Stamp und Robert Vaughn in den Hauptrollen verfilmt.
Seine Werke wurden in mehrere Sprachen übersetzt, unter anderem auch ins Deutsche. Auffällig ist sein Erfolg im Italienischen, wo fast alle Romane in Übersetzung erschienen.
1981 starb McIlwain im Alter von 60 Jahren. Aus zwei geschiedenen Ehen hatte er vier Töchter und zwei Söhne.

## Bibliografie
Mike Delaney
- The Isotope Man (1957)
- Subterfuge (1960)
- Counter-Psych (1961, Kurzgeschichte)
- Never Let Up (1964)

Romane
- Spaceways (1953, auch als: Spaceways Satellite, 1958)
  - Deutsch: In Nevada ist der Teufel los. Pabel (Utopia Grossband #200), 1963.
- Crisis 2000 (1955, auch als The Wall of Fire, 1958)
  - Deutsch: Krise im Jahr 2000. Weiss, 1959. Auch als Pabel (Terra Taschenbuch #198), 1972.
- Timeliner (1955)
- Escapement (1956, auch als The Man Who Couldn't Sleep, 1958)
- High Vacuum (1956)
- The Tide Went Out (1958, auch als The Waters Under the Earth, auch als Thirst! 1977)
- World Without Men (1958, auch als: Alph, 1972)
- Count-Down (1959, auch als: Fire Past the Future, 1960)
  - Deutsch: Die Verlorenen auf Kaluiki. Pabel (Utopia Zukunftsroman #250), 1960. Auch als: Zwei… eins… null. Goldmanns Zukunftsromane #17, 1961.
- Calculated Risk (1960)
- He Owned the World (1960, auch als: The Man Who Owned the World, 1961)
  - Deutsch: Heimweh nach der Erde. Goldmanns Zukunftsromane #22, 1961.
- The Mind of Mr. Soames (1961)
- The Darkest of Nights (1962, auch als: Survival Margin und als: The Big Death, 1978)
- B.E.A.S.T. (1966)
  - Deutsch: Dr. Gilleys Wunderwesen. Goldmanns Weltraum Taschenbücher #074, 1966.
- The Random Factor (1971)
  - Deutsch: Die Brücke über den Saturn. Goldmanns Weltraum Taschenbücher #0141, 1972.

als Richard Rayner:
- The Trouble with Ruth (1960)
- Darling Daughter (1961)
- Dig Deep for Julie (1963)
- Stand-In for Danger (1963)

als Robert Wade:
- The Wonderful One (1960)
- The Stroke of Seven (1965)
- Knave of Eagles (1969)

Drehbücher
- Escapement (1958, auch als The Electric Monster, mit J. McLaren Ross)
- Spaceways (1952, Hörspiel)
- The Einstein Way (1954, Hörspiel)
- Sieben Sekunden zu spät (Timeslip) (1953, Fernsehfilm)

Kurzgeschichten
- The Mirror (1938)
- Citadel of Dreams (1939, Teil 1)
- The Parson and the Fairy (1939, als D. McIlwaine)
- The Introvert (1939)
- A Michelist on Mars (1939, als Dave McIlwain)
- One Hour with a Psychiatrist (1939, als David McIlwain)
- The Last and Worst Men (1939, als D. McIlwain)
- Repulsion Factor (1953)
- Highway i (1953, auch als: Highway J)
- Spaceways to Venus (1953)
- The Boogie Matrix (1954)
- Troubleshooter (1954)
- The Festival of Earth (1954)
- The Yupe (1954)
- The Trouble with Mars (1955)
- Mission From Space (1955)
- Reverse Procedure (1957)
- The Big Count-Down (1958)
- Short Circuit (1966)
- Scholarly Correspondence (1974)
  - Deutsch: Quantenphysik der Geistererscheinungen. In: Herbert W. Franke (Hrsg.): Science Fiction Story Reader 6. Heyne SF&F #3498, 1976, ISBN 3-453-30388-1.
- Jow Three Eyes (1976)

Sachliteratur
- The World’s Strangest Crimes (1967, auch als The Bizarre and Bloody, 1972)
- World-Famous Mistresses (1970)